# JR Ewing
JR Ewing war eine Post-Hardcore-Band aus Oslo, Norwegen.

## Bandgeschichte
JR Ewing gründete sich im März 1998 in Oslo. Aus der Punk- und Hardcore-Punk-Szene kommend, startete die Band mit typischen wütenden zweiminütigen Punk-Songs. Für ihr letztes Album Maelstrom, das im Dezember 2005 erschien, trieb sie die Neugier dazu, einen weniger offensichtlichen Sound zu kreieren und ihre Grenzen auszutesten. Das führte teilweise sogar zu Akustikgitarren-Einsätzen und einem insgesamt subtileren Sound.
Im Sommer 2006 entschlossen sich die Mitglieder, die Band zum Herbst 2006 aufzulösen. Der Gitarrist Erlend Mokkelbost spielt seit 2003 gemeinsam mit seinem Bruder Are bei der Avant-Metal-Band Killl. Des Weiteren spielt er bei Montée.

## Bandname
Der Bandname stammt von „John Ross ‚J. R.‘ Ewing Jr.“, einer der Hauptfiguren der amerikanischen Fernsehserie Dallas.

## Diskografie
- 2000: Calling In Dead (Coalition Records)
- 2001: The Perfect Drama (Coalition Records)
- 2003: Ride Paranoia (Swell Creek Records)
- 2005: Maelstrom (Motor Music)